# 클로킹 디바이스
클로킹 디바이스(cloaking device), 차폐 장치, 은폐 장치는 우주선이나 개인과 같은 물체가 전자기(EM) 스펙트럼의 일부에 부분적으로 또는 전체적으로 보이지 않게 할 수 있는 가상 또는 허구의 스텔스 기술이다. 가상의 클로킹 디바이스는 수년 동안 다양한 매체에서 플롯 장치로 사용되었다.
과학 연구의 발전에 따르면 실제 클로킹 장치는 EM 방출의 최소 한 파장에서 물체를 가릴 수 있다. 과학자들은 이미 메타물질이라는 인공 물질을 사용하여 물체 주위로 빛을 구부린다. 그러나 전체 스펙트럼에 걸쳐 은폐된 물체는 은폐되지 않은 물체보다 더 많이 산란된다.

## 같이 보기
- 불가시
- 투명망토
- 메타 물질
- 필라델피아 실험
- 스텔스 기술